# Karl Tersztyánszky von Nádas

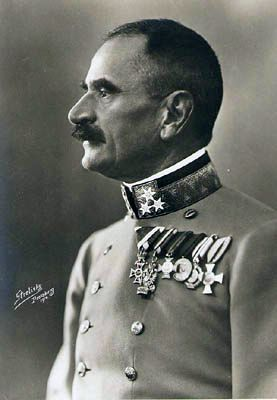
Generaloberst Tersztyánszky

Karl Tersztyánszky von Nádas (* 28. Oktober 1854 in Szakolcz, Königreich Ungarn; † 7. März 1921 in Wien) war ein Generaloberst der k.u.k. Armee.

## Familie
Tersztyánszky stammte aus einer alten ungarischen Adelsfamilie, die verschiedene Besitztümer im Komitat Neutra besaß. Im 13. Jahrhundert wurde die Stadt Nádas in Komitat Trencsén vom ungarischen König der Familie zugesprochen, die seither das Prädikat „von Nádas“ trug. Nachdem er die vorgeschriebene Heiratskaution von 24.000 Gulden erbracht hatte, heiratete Tersztyánszky im Jahr 1887. Die Ehe blieb kinderlos.

## Leben
Bezüglich seines Geburtsdatums gibt es mehrere Varianten. Im Jahrbuch der Militärakademie wird der 21. November angegeben, andere Quellen sprechen vom 23. Oktober. Das offizielle Kirchenregister gibt jedoch das korrekte Datum an.

### Ausbildung und Karriere vor dem Krieg
Nachdem er eine private Ausbildung auf den Besitztümern seines Vaters Karl genoss, trat der Zehnjährige in das Gymnasium in Olmütz ein, welches er mit sehr gutem Erfolg abschloss. Nach der Absolvierung des Militärkollegiums in St. Pölten, das er mit ausgezeichnetem Erfolg beendete, trat er in die Theresianische Militärakademie in Wiener Neustadt ein. Als bester seines Jahrganges wurde er am 1. September 1877 zum Leutnant beim Dragonerregiment Nr. 8 in Przemyśl befördert. Danach besuchte er die k.u.k. Kriegsschule in Wien, die er mit sehr gutem Erfolg abschloss. Am 1. Mai 1882 avancierte er zum Oberleutnant und wurde dem Generalstabskorps zugeteilt, wo er am 1. August 1886 zum Hauptmann I. Klasse befördert wurde. Für seine Leistungen im Hauptquartier des II. Korps erhielt er vom Korpskommandanten in den Jahren 1887 und 1888 ein Belobigungsschreiben. Darüber hinaus leistete er von 1888 bis 1890 Truppendienst beim Husarenregiment Nr. 15. 1891 wurde er zum Kommandanten des Generalstabes einer Kavalleriedivision in Jarosław. Nach einem weiteren Belobigungsschreiben des VIII. Korps wurde er am 1. November 1892 zum Major befördert. Die Ernennung zum Oberstleutnant erlangte er am 1. Mai 1895. Betrachtet man die Bewertungen Tersztyánszkys durch seine Vorgesetzten, wird ersichtlich, dass alle durch sein Wissen, Intelligenz, Unternehmungsgeist und Charakter sehr beeindruckt waren. Etwas besorgt war man hingegen über sein heißes Temperament, das mit zunehmendem Alter immer schwieriger zu kontrollieren war und ihm noch einige Probleme bereiten sollte.
Im Frühling 1896 übernahm Tersztyánszky das Kommando über die Offiziersschule in Neu Zuczka und wurde zum Husarenregiment Nr. 14 in Nyíregyháza transferiert. Am 5. Mai 1897 erlangte er das Kommando über das Dragonerregiment Nr. 1 in Ternopil. In den Jahren 1896 und 1897 erhielt er weitere Belobigungsschreiben, diesmal vom Kriegsminister. Beachtenswert ist der Umstand, dass er trotz der vielen Belobigungen durch seine Vorgesetzten bis zu diesem Zeitpunkt niemals das Signum Laudis oder das Militärverdienstkreuz erhielt. Es wird vermutet, dass er auf Grund ständiger Auseinandersetzungen mit entscheidenden Stellen niemals höhere Auszeichnungen bekam. Am 1. Mai 1898 wurde er zum Oberst befördert. Im September 1903 wurde er zum Kommandanten der 8. Kavalleriebrigade ernannt, gefolgt von der Ernennung zum Generalmajor am 1. November 1904. Im Juli 1907 erhielt er das Kommando über die 2. Kavalleriedivision in Preßburg, wo er am 1. November 1908 auch in den Rang eines Feldmarschallleutnants aufstieg. Im April 1910 übernahm er das Kommando über die 14. Infanteriedivision in Preßburg. In der Folge wurde er im September 1912 zum Kommandanten des IV. Korps in Budapest ernannt, wo er Feldzeugmeister Viktor Schreiber ersetzte. Am 2. April 1913 erhielt er den Titel eines Geheimen Rates, und am 21. Dezember desselben Jahres wurde er zum Oberstinhaber des Husarenregiments Nr. 8. Den Aufstieg zum Rang eines Generals der Kavallerie erreichte er am 1. Mai 1913.

### Erster Weltkrieg
Bei Ausbruch des Krieges war das IV. Korps von Tersztyánszky Teil der 2. Armee von Böhm-Ermolli und war entlang der Save am serbischen Kriegsschauplatz stationiert. Seine Truppen waren zu Beginn auch aufgrund widersprüchlicher Befehle in einige Gefechte mit dem serbischen Aufgebot verwickelt, bevor das Korps im September an die russische Front nach Galizien umdirigiert wurde und dort bei Gegenangriffen an der Wereszyca am 8. und 9. des Monats beteiligt war. Er übernahm auch das Kommando über das VII. Korps und war mit beiden Truppenteilen bei Lemberg gegen überlegene russische Truppen im Einsatz. Im folgenden Monat nahm er den wichtigen Uschok-Pass ein und eroberte Turka am 10. Oktober.
Ende Oktober 1914 wurde die 2. Armee und sein IV. Korps zum Schutze Schlesiens nach Russisch-Polen transferiert, wo es vor allem bei den Kämpfen in der Nähe von Szczecow in Gefechte verwickelt wurde. Ende Februar 1915 nach Galizien zurückgekehrt übernahm General Tersztyánszky die Führung einer Korpsgruppe, die während der Schlacht in den Karpaten vergeblich versuchte die belagerte Festung Przemysl zu entsetzen.
Im Mai 1915 wurde Tersztyánszky beauftragt, eine neue Offensive gegen Serbien zu planen und die Truppen entsprechend zu trainieren. Aus diesem Anlass wurde die Armeegruppe Tersztyánszky gegründet, die an der serbischen Grenze Aufstellung nahm. Am 7. September wurde diese Armeegruppe jedoch wieder aufgelöst und unmittelbar danach an deren Stelle die neu gebildete 3 Armee errichtet, deren Kommandant wiederum der General wurde. Dieses Kommando behielt er jedoch nur bis zum 27. des Monats, als er wiederum ein Opfer seines eigenen Temperaments wurde. Er geriet mit den ungarischen Militärbehörden und dem mächtigen ungarischen Ministerpräsidenten István Tisza in einen Konflikt, welcher die Angelegenheit bis vor Kaiser Franz Joseph I. brachte. Schließlich wurde Tersztyánszky auf Wunsch Tiszas des Kommandos enthoben und durch General Kövess ersetzt, der die Lorbeeren seiner Arbeit erntete.

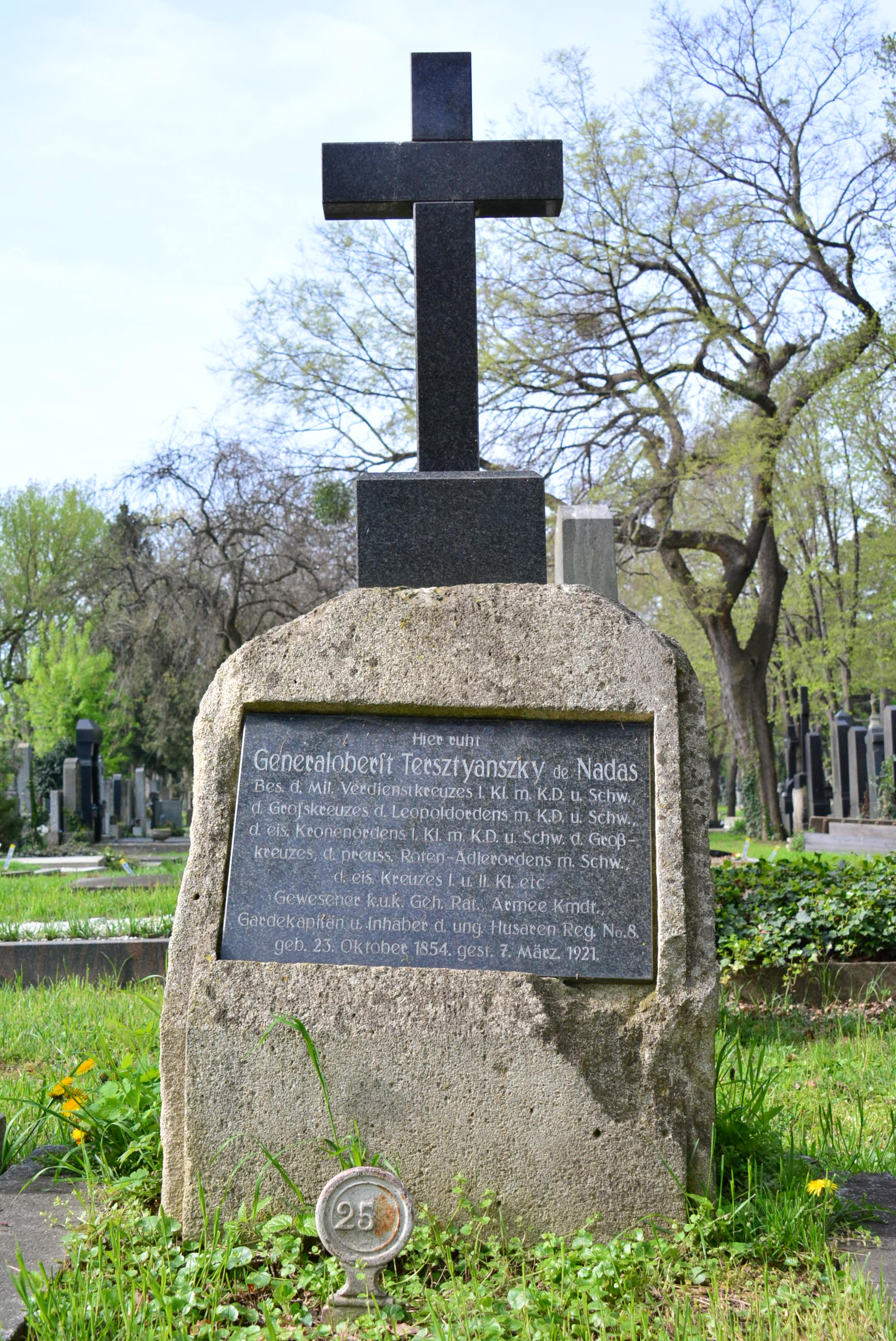
Tersztyánszkys Grab auf dem Wiener Zentralfriedhof

Am 1. Mai 1916 wurde er zum Generaloberst befördert, ehe er am 7. Juni nach neunmonatiger Untätigkeit zum Kommandanten der in der Brussilow-Offensive schwer angeschlagenen 4. Armee ernannt wurde. In den Sommermonaten war seine Armee in schwere Gefechte mit den Russen verwickelt, die sehr hohe Verluste nach sich zogen. Nach einem Konflikt mit dem deutschen Generaloberst von Linsingen und dem nun einsetzenden Druck der deutschen Heeresleitung wurde er als Kommandant der 4. Armee von Generaloberst Karl von Kirchbach auf Lauterbach ersetzt. Tersztyánszky selbst erhielt im März 1917 wieder das Kommando über die 3. Armee. Im Rahmen der russischen Sommeroffensive 1917 war es seine Aufgabe, die feindlichen Truppen zu stoppen. Den Russen gelang es jedoch bei Stanislau und Kalusz durchzubrechen und die österreichisch-ungarische Armee zurückzudrängen. Dies wurde Tersztyánszky schließlich zum Verhängnis – am 12. Juli wurde er durch General Karl Křitek abgelöst und seines Kommandos wieder enthoben.
Kaiser Karl I. wollte den Kriegsveteranen noch nicht pensionieren und bot Tersztyánszky das Kommando über die K.u. Leibgarde an, der diesen ehrenvollen Posten jedoch ablehnte. In einem Brief zählte er eine lange Liste von Punkten auf, weshalb er so handelte. Unter anderem führte er persönliche Probleme mit verschiedenen Personen an sowie seine nicht ausreichenden Kenntnisse der ungarischen Sprache. Schließlich erhielt er 30. August 1917 das Kommando über die k.u.k. Leibgardereitereskadron am Wiener Hof.

### Lebensabend und Tod
Nach seiner Pensionierung am 1. Dezember 1918 lebte Karl Tersztyánszky von Nádas bis zu seinem Tod im Jahr 1921 in Wien. Beigesetzt wurde er auf dem Wiener Zentralfriedhof (Gruppe 56 C, Reihe 2, Nr. 25).

## Auszeichnungen
- Königlicher Kronen-Orden (Preußen) III. Klasse (1892)
- Orden der Eisernen Krone (Österreich) III. Klasse (13. Oktober 1901)
- Österreichisch-kaiserlicher Leopold-Orden, Ritterkreuz (25. Februar 1910)
- Pro Ecclesia et Pontifice (1914)
- Orden der Eisernen Krone I. Klasse mit der Kriegsdekoration (5. Oktober 1914)
- Eisernes Kreuz II. und I. Klasse (31. Mai 1915)
- Ehrenzeichen für Verdienste um das Rote Kreuz I. Klasse  mit der Kriegsdekoration (31. Mai 1915)
- Großkreuz des österreichisch-kaiserlichen Leopold-Ordens (4. November 1915)
- Militärverdienstkreuz (Österreich) I. Klasse mit der Kriegsdekoration (17. Oktober 1916)
- Roter Adlerorden, Großkreuz mit Schwertern (1917)
- Militär-Verdienstmedaille (Österreich) mit Schwertern und der Kriegsdekoration (17. März 1917)
- Ehrenzeichen für Verdienste um das Rote Kreuz, Stern (11. August 1917)